# Puchar Niemiec w piłce nożnej (1939)
Puchar Niemiec w piłce nożnej mężczyzn 1939 lub Puchar Tschammera 1939 – 5. edycja rozgrywek mających na celu wyłonienie zdobywcy Pucharu Niemiec. Po raz 2. trofeum wywalczył 1. FC Nürnberg. Finał został rozegrany na Stadionie Olimpijskim w Berlinie.

## Plan rozgrywek
Rozgrywki szczebla centralnego składały się z 6 części:
- Pierwsza runda: 20 września – 5 listopada 1939 roku
- Druga runda: 19 listopada – 3 grudnia 1939 roku
- Trzecia runda: 10 grudnia 1939 roku
- Ćwierćfinał: 7 stycznia 1940 roku
- Półfinał: 31 marca i 14 kwietnia 1940 roku
- Finał: 28 kwietnia 1940 roku na Stadionie Olimpijskim w Berlinie

## Pierwsza runda
Mecze zostały rozegrane w okresie 20 września – 5 listopada 1939 roku.
| Drużyna 1                | Wynik      | Drużyna 2                    |
| ------------------------ | ---------- | ---------------------------- |
| SC Union Oberschöneweide | 1:2        | Blau-Weiss 90 Berlin         |
| PSV Danzig               | 2:3        | Viktoria Stolp               |
| NSTG Warnsdorf           | 2:3        | FC Sportfreunde Leipzig      |
| SC Göttingen 05          | 4:3        | 1. SV Jena                   |
| Neumeyer Nürnberg        | 7:3        | CSC 03 Kassel                |
| VfL Halle 1896           | 0:3        | Dresdner SC                  |
| Thüringen Weida          | 1:2        | Berliner SV 92               |
| SV Klettendorf           | 3:0        | Minerva 93 Berlin            |
| VfL Köln 1899            | 9:0        | Wormatia Worms               |
| Eimsbütteler TV          | 2:3        | Borussia Dortmund            |
| FC Schweinfurt 05        | 2:3 (dog.) | Wacker Wiedeń                |
| SpVgg Cannstatt          | 1:1 (dog.) | VfB Mühlburg                 |
| Hamborn 07               | 1:3        | Hamburger SV                 |
| Blumenthaler SV          | 3:4 (dog.) | Polizei Hamburg              |
| VfR Mannheim             | 2:3 (dog.) | Westende Hamborn             |
| Kurhessen Kassel         | 0:5        | SpVgg Köln-Sülz              |
| First Vienna             | 2:3 (dog.) | BC Hartha                    |
| Borussia Neunkirchen     | 4:1        | VfL Benrath                  |
| Singen 04                | 1:3        | 1. FC Nürnberg               |
| Phönix Karlsruhe         | 3:5        | Stuttgarter Kickers          |
| SV 99 Leipzig            | 1:2        | Vorwärts-Rasensport Gleiwitz |
| Hertha BSC               | 6:2        | Planitzer SC                 |
| Vorwärts Billstedt       | 1:3        | Fortuna Düsseldorf           |
| FSV Frankfurt            | 5:3        | Mülheimer SV 06              |
| SV Dessau 05             | 1:2        | Tennis Borussia Berlin       |
| Konkordia Plauen         | 5:3        | Victoria Hamburg             |
| Admira Wiedeń            | 0:1        | Waldhof Mannheim             |
| SV Beuel 06              | 0:5        | Eintracht Frankfurt          |
| VfB 03 Bielefeld         | 1:3        | VfL Osnabrück                |
| VfB Alsum                | 0:13       | Schalke Gelsenkirchen        |
| VfB Coburg               | 1:6        | Rapid Wiedeń                 |
| Masovia Lyck             | [ 1 ]      | MSV Tilsit                   |

### Mecze powtórzone
| Drużyna 1    | Wynik | Drużyna 2       |
| ------------ | ----- | --------------- |
| VfB Mühlburg | 2:0   | SpVgg Cannstatt |

## Druga runda
Mecze zostały rozegrane w okresie 19 listopada – 3 grudnia 1939 roku.
| Drużyna 1                    | Wynik      | Drużyna 2             |
| ---------------------------- | ---------- | --------------------- |
| Viktoria Stolp               | 1:3        | Blau-Weiss 90 Berlin  |
| Sportfreunde Leipzig         | 3:1        | SC Göttingen 05       |
| Dresdner SC                  | 1:2        | Neumeyer Nürnberg     |
| Berliner SV 92               | 6:1        | SV Klettendorf        |
| Borussia Dortmund            | 1:6        | VfL 99 Köln           |
| Wacker Wiedeń                | 4:2        | VfB Mühlburg          |
| Hamburger SV                 | 11:2       | Polizei Hamburg       |
| SpVgg Köln-Sülz              | 1:2 (dog.) | Westende Hamborn      |
| Borussia Neunkirchen         | 1:2 (dog.) | BC Hartha             |
| 1. FC Nürnberg               | 2:1        | Stuttgarter Kickers   |
| Vorwärts-Rasensport Gleiwitz | 5:2        | Hertha BSC            |
| Fortuna Düsseldorf           | 4:0        | FSV Frankfurt         |
| Tennis Borussia Berlin       | 4:1        | Konkordia Plauen      |
| Eintracht Frankfurt          | 0:1 (dog.) | Waldhof Mannheim      |
| VfL Osnabrück                | 3:2        | Schalke Gelsenkirchen |
| Rapid Wiedeń                 | [ 2 ]      |                       |

## Trzecia runda
Mecze zostały rozegrane 10 grudnia 1939 roku.
| Drużyna 1            | Wynik | Drużyna 2                    |
| -------------------- | ----- | ---------------------------- |
| Blau-Weiss 90 Berlin | 9:2   | FC Sportfreunde Leipzig      |
| Neumeyer Nürnberg    | 2:1   | Berliner SV 92               |
| VfL 99 Köln          | 1:3   | Wacker Wiedeń                |
| Hamburger SV         | 2:0   | Westende Hamborn             |
| BC Hartha            | 0:1   | 1. FC Nürnberg               |
| Rapid Wiedeń         | 6:1   | Vorwärts-Rasensport Gleiwitz |
| Fortuna Düsseldorf   | 8:1   | Tennis Borussia Berlin       |
| Waldhof Mannheim     | 4:0   | VfL Osnabrück                |

## Ćwierćfinały
Mecze zostały rozegrane 7 stycznia 1940 roku.
| Drużyna 1            | Wynik | Drużyna 2          |
| -------------------- | ----- | ------------------ |
| Blau-Weiss 90 Berlin | 1:7   | Rapid Wiedeń       |
| Waldhof Mannheim     | 6:2   | Hamburger SV       |
| 1. FC Nürnberg       | 3:1   | Fortuna Düsseldorf |
| Wacker Wiedeń        | 7:4   | Neumeyer Nürnberg  |

## Półfinały
Mecze zostały rozegrane 31 marca i 14 kwietnia 1940 roku.
| Drużyna 1        | Wynik      | Drużyna 2      |
| ---------------- | ---------- | -------------- |
| Rapid Wiedeń     | 0:1        | 1. FC Nürnberg |
| Waldhof Mannheim | 1:1 (dog.) | Wacker Wiedeń  |

### Mecze powtórzone
| Drużyna 1        | Wynik      | Drużyna 2        |
| ---------------- | ---------- | ---------------- |
| Wacker Wiedeń    | 2:2 (dog.) | Waldhof Mannheim |
| Waldhof Mannheim | 0:0 (dog.) | Admira Wiedeń    |

## Finał
| 28 kwietnia 1940 | 1. FC Nürnberg · Eiberger 46', 85' | 2:00:0Raport | Waldhof Mannheim | Stadion Olimpijski, Berlin Widzów: 60 000 Sędzia: Carl Schütz (Düsseldorf) |
|                  |                                    |              |                  |                                                                            |

| FC NÜRNBERG: |   |                |
|              |   |                |
| BR           | 1 | Georg Köhl     |
| OB           |   | Willi Billmann |
| OB           |   | Hans Übelein   |
| PO           |   | Georg Luber    |
| PO           |   | Wilhelm Sold   |
| PO           |   | Heinz Carolin  |
| NA           |   | Karl Gußner    |
| NA           |   | Max Eiberger   |
| NA           |   | Julius Übelein |
| NA           |   | Alfred Pfänder |
| NA           |   | Willi Kund     |
| Trener:      |   |                |
| Alv Riemke   |   |                |

| WALDHOF MANNHEIM: |   |                  |
|                   |   |                  |
| BR                | 1 | Hubert Fischer   |
| OB                |   | Helmut Schneider |
| OB                |   | Georg Siegel     |
| PO                |   | Hans Mayer       |
| PO                |   | Ernst Heermann   |
| PO                |   | Karl Ramge       |
| NA                |   | Hans Eberhard    |
| NA                |   | Reinhold Fanz    |
| NA                |   | Josef Erb        |
| NA                |   | Willi Pennig     |
| NA                |   | Ludwig Günderoth |
| Trener:           |   |                  |
| Otto Neumann      |   |                  |

| Puchar Niemiec w piłce nożnej 1939 Zwycięzcy |
| -------------------------------------------- |
| 1. FC Nürnberg 2. Tytuł                      |

## Statystyki
Najlepsi strzelcy
| Piłkarz            | Gole | Zespół                           |
| ------------------ | ---- | -------------------------------- |
| Edmund Adamkiewicz | 11   | Eintracht Frankfurt/Hamburger SV |
| Franz Binder       | 11   | Rapid Wiedeń                     |
| Johann Walzhofer   | 7    | Wacker Wiedeń                    |
| Josef Erb          | 6    | Waldhof Mannheim                 |
| Ernst Reitermaier  | 6    | Wacker Wiedeń                    |